# Raine Karp
Raine Karp (* 23. Juli 1939 in Tallinn) ist ein estnischer Architekt.

## Leben
Raine Karp schloss 1964 sein Architektur-Studium am Staatlichen Kunstinstitut der Estnischen SSR (estnisch Eesti NSV Riiklik Kunstiinstituut) ab. Von 1963 bis 1990 war er beim staatlichen Architekturbüro Eesti Projekt beschäftigt. Anschließend gründete er sein eigenes Architekturbüro.
Raine Karp hat mit seinen monumentalen Bauten, die sich anfänglich vor allem an der finnischen Moderne, später am Postmodernismus orientierten, das Tallinner Stadtbild der sowjetischen Zeit wesentlich geprägt. 1978 wurde ihm der Titel „Verdienter Architekt der Estnischen SSR“ verliehen.

## Architekturprojekte (Auswahl)
| weitere Architekten                         | Baujahr | Bezeichnung                                                                                     | Straße              | Stadt            | Status     | Koordinaten | Abbildung |
| ------------------------------------------- | ------- | ----------------------------------------------------------------------------------------------- | ------------------- | ---------------- | ---------- | ----------- | --------- |
| gemeinsam mit Mart Port und Olga Konchajewa | 1964–68 | Parteizentrale der Kommunistischen Partei Estlands, heute Sitz des estnischen Außenministeriums |                     |                  |            |             |           |
|                                             | 1966–70 | 9-stöckige Wohnhäuser                                                                           | Vilde tee 68 und 70 | Tallinn-Mustamäe |            |             |           |
|                                             | 1970–75 | Sportgebäude der Technischen Universität Tallinn                                                |                     | Tallinn          |            |             |           |
| gemeinsam mit Mati Raigna                   | 1974–80 | Tallinner Hauptpostamt                                                                          |                     |                  |            |             |           |
| gemeinsam mit Riina Altmäe                  | 1975–80 | Multifunktionshalle Linnahall                                                                   |                     |                  |            |             |           |
|                                             | 1982–85 | Konferenzzentrum Sakala                                                                         |                     | Tallinn          | abgerissen |             |           |
|                                             | 1983    | Wohntrakt der Villa Andropow                                                                    |                     | Valgeranna       |            |             |           |
|                                             | 1983–93 | Estnische Nationalbibliothek                                                                    |                     | Tallinn          |            |             |           |